# Eugnophomyia melancholica
Eugnophomyia melancholica is een tweevleugelige uit de familie steltmuggen (Limoniidae). De soort komt voor in het Neotropisch gebied.